# Cunninghamella phaeospora
Cunninghamella phaeospora är en svampart som beskrevs av Boedijn 1959. Cunninghamella phaeospora ingår i släktet Cunninghamella och familjen Cunninghamellaceae.   Inga underarter finns listade i Catalogue of Life.